# Ctenusa varians
Ctenusa varians là một loài bướm đêm trong họ Noctuidae.